# Mount Getz
Mount Getz är ett berg i Antarktis. Det ligger i Västantarktis. Inget land gör anspråk på området. Toppen på Mount Getz är 1 120 meter över havet.
Terrängen runt Mount Getz är kuperad åt nordväst, men åt sydost är den platt. Trakten är obefolkad. Det finns inga samhällen i närheten.